# De cerca nadie es normal
De cerca nadie es normal es un film de ficción de 2008 dirigido y escrito por Marcelo Mosenson y producido por Nomade Films. Es considerada como la primera película de Argentina completamente improvisada.

## Sinopsis
Trece amigos se encuentran a festejar el cumpleaños de Vicky. Esta es la primera vez que
muchos de ellos se vuelven a ver. Los resentimientos, las culpas, el dolor y las ficciones de la
memoria se van develando a lo largo de la noche. Poco antes de soplar las velitas
comprendemos que el hermano de Vicky había muerto en un accidente de auto durante el
festejo de su cumpleaños… tres años antes.
De cerca nadie es normal es una película acerca del amor y la soledad, y de cómo tendemos
a sufrir por nuestros infructuosos intentos por escapar al dolor.

## Recorrido
Selección oficial, Competition for Digital Feature Films, Cairo International Film Festival.
Elegido para participar del Festival del Cinema Latinoamericano de Trieste, Italia, del Mercato Internazionale del Film en el marco del Festival Internazionale del Film di Roma y del MARFICI 2009 (Festival Internacional de Cine Independiente de Mar del Plata).
Proyectada en el Lee Strasberg Theatre & Film Institute en New York, en el Festival Transterritorial de Cine Underground en Buenos Aires y en el Centro Cultural Recoleta de Buenos Aires. 